# Kopčany (Bratislava)

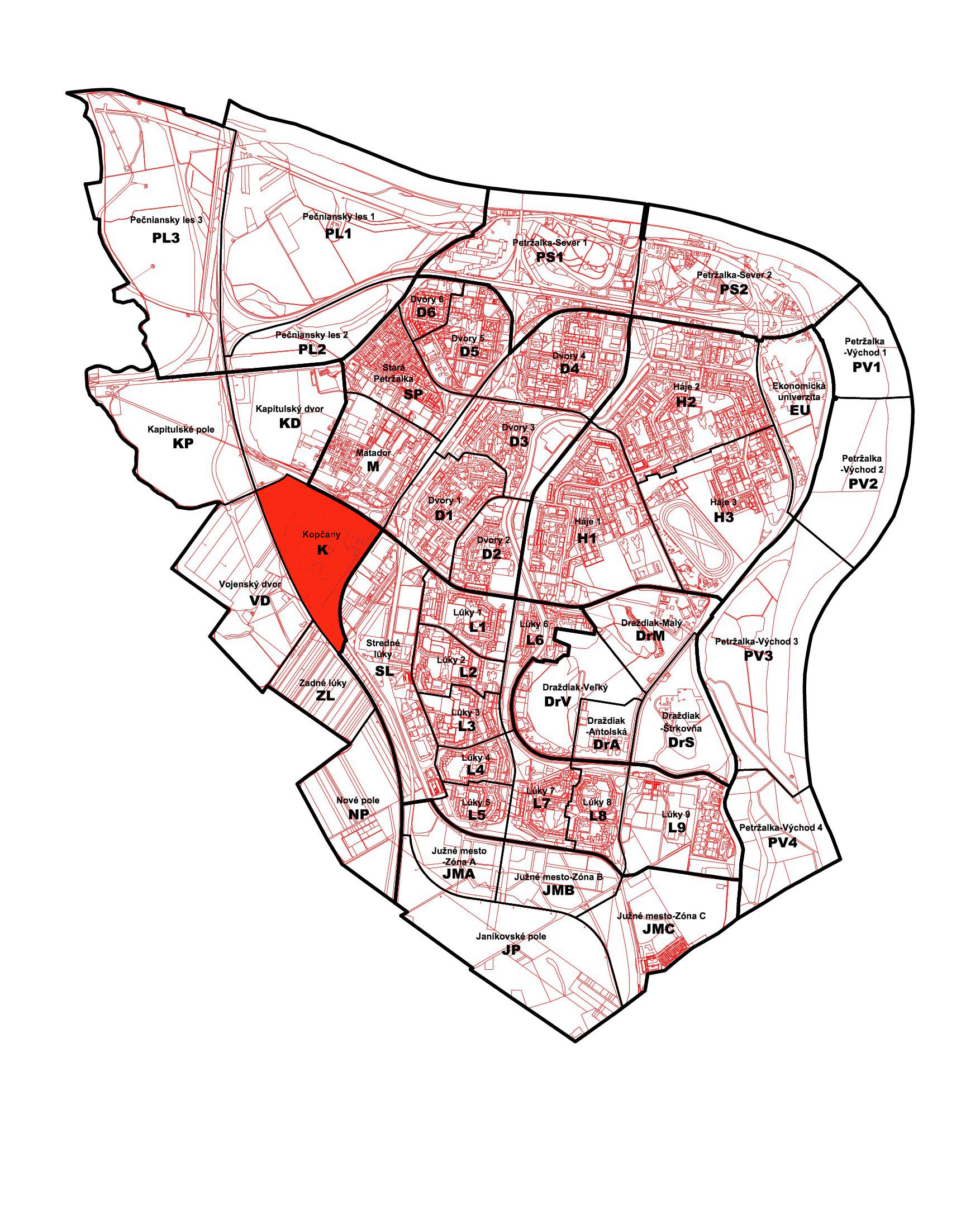
Poloha Kopčan v rámci Bratislavy

Kopčany jsou čtvrť na západním okraji bratislavského obvodu Petržalka, sevřená mezi železniční tratí z Petržalky do Parndorfu, bývalou tratí do Hainburgu a Vídně, a hranicí s Rakouskem. Skrz její území prochází dálnice D2. Zástavba je z větší části průmyslová, pouze na severovýchodě se nachází malé sídliště. 
Historicky jde o část obce Kopčany (Köpcsény, dnes Kittsee v Burgenlandu) připojenou po první světové válce k Československu – odtud název.